# Chionaspis cinnamomicola
Chionaspis cinnamomicola är en insektsart som först beskrevs av Takahashi 1935.  Chionaspis cinnamomicola ingår i släktet Chionaspis och familjen pansarsköldlöss. Inga underarter finns listade i Catalogue of Life.